# الأرمن في إسطنبول

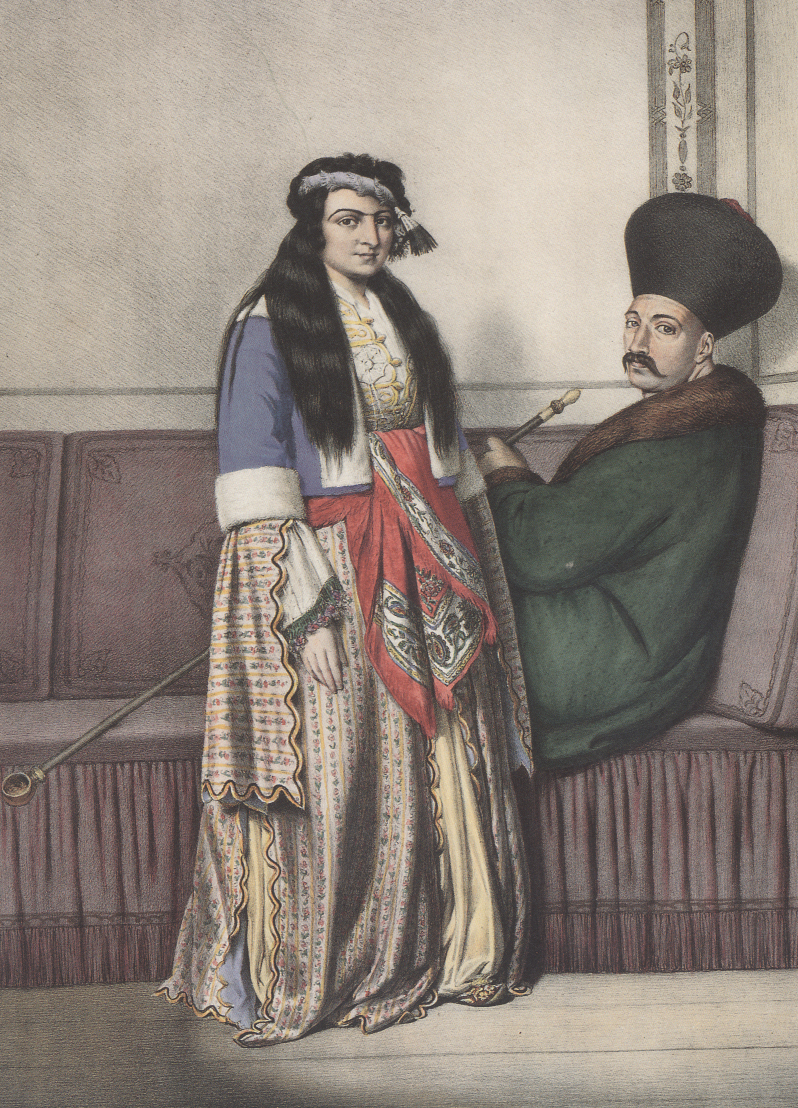
لوحة تصور أرمني وزوجته من إسطنبول تعود إلى القرن التاسع عشر.

كان الأرمن في إسطنبول (بالأرمنيّة: Պոլսահայեր؛ بالتركيّة: İstanbul Ermenileri) تاريخيًا واحدة من أكبر الأقليات الدينية في مدينة إسطنبول. وغالبًا ما يشار إلى المدينة من قبل الأرمن باسم بولس (بالأرمنية:Պոլիս) من قبل وهي كلمة مشتقة من الاسم التاريخي للمدينة وهي القسطنطينية. تشير معظم الإحصائيات إلى أنّ عدد الأرمن في المدينة تتراوح بين 50,000 إلى 60,000 و70,000 نسمة.
خلال القرن التاسع عشر تحسنت أوضاع الملّة الأرمنيّة الأرثوذكسيّة لتُصبح أكثر طوائف الدولة العثمانية تنظيمًا وثراءً وتعليمًا، وعاشت النخبة من الأرمن في عاصمة الإمبراطورية العثمانية حيث تميزوا بالغناء الفاحش وعلى وجه الخصوص العائلات الكبيرة المعروفة آنذاك كعائلة دوزيان وباليان ودادايان حيث كان لهم نفوذ اقتصادي كبير في الدولة.
ويتخذ من إسطنبول مقرًا أيضًا رئيس أساقفة الجالية التركية الأرثوذكسية ورئيس أساقفة الأرمن الأرثوذكس في تركيا. حيث أن الغالبية العظمى من الأرمن في إسطنبول ينتمون إلى الديانة المسيحية والكنيسة الأرمنية الأرثوذكسية مع أقلية تتكون من 3,450 أرمني يتبعون كنيسة الأرمن الكاثوليك. تاريخيًا كانت بعض الأحياء والنواحي تأوي أعدادًا كبيرة من غير المسلمين من سكان إسطنبول، مثل حي «بوابة الرمال» (بالتركية: Kumkapı) وحي ساماتيا الذي كان يسكنه عدد كبير من الأرمن الأرثوذكس.

## تاريخ

### الأرمن بين سنوات 1453–1829

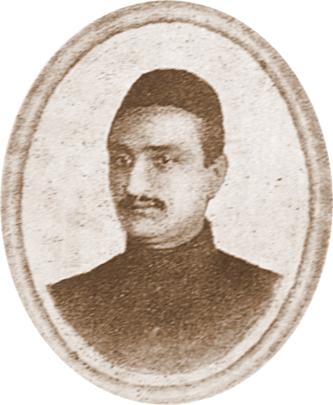
سركيس باليان عميد الأسرة المعمارية الأرمنية باليان.

كان همّ السلطان العثماني محمد الثاني «الفاتح» أن يجعل من مدينة القسطنطينية - كما عُرفت لاحقًا تكريمًا للإمبراطور قسطنطين - التي غدت إسطنبول (أو إسلامبول أو الآستانة) بعدما فتحها، عاصمة الدولة العثمانية. ويجعل منها بوابة لتفاعل الإسلام والمسيحية. كذلك كان محمد الثاني، وفق المصادر التاريخية، معجبًا بالثقافة الإغريقية، وبالذات، بشخصية الإسكندر المقدوني الذي كان كُتّاب يونانيون يقرأون له سيرته في مجالسه الخاصة، وكان يفكّر كثيرًا بما يمكن أن يجلبه اليونانيون من غنى ورخاء لعاصمته إسطنبول.
وبالفعل، قرّر مع مشاوريه عام 1455 بعد سنتين من فتحه عاصمة المسيحية الشرقية سابقًا عام 1453 وجعلها عاصمة الخلافة تشجّيع الأرمن المسيحيين على التوطّن في عاصمته إسطنبول، بعدما كانوا جماعات معزولة تسكن منذ القرن السادس قبل الميلاد بين شرق الأناضول وجبال القوقاز، ولقد انقرضت آخر مملكة لها خلال القرن الرابع عشر وكانت لها لغتها وحروفها، وكانت من الناحية الدينية تؤمن بأن المسيح ذو طبيعة واحدة (مونوفيسية) إنسانية مقدسة، بينما كانت الكنيستان الأرثوذكسية والكاثوليكية تؤمنان بأن له طبيعتين (دووفيسية) واحدة إنسانية والثانية قدسية.
أما من الناحية الاجتماعية، ومع أن الأرمن من أبناء بيئة جبلية فإنهم أجادوا المهن والحِرَف التي تحتاج إلى دقة ومهارة كالصياغة والنسج والبناء والنشاط التجاري عمومًا. وبناء عليه، من يتمتع بمهارات كهذه يكون هدفًا مطلوبًا لبناء الإمبراطوريات. وحقًا كتب المؤلف مايكل كرتوفوليوس أن السلطان محمد الثاني اهتم بجلب الأرمن ووضعهم تحت رعايته «لحيازتهم على كفاءات ومهارات استثنائية في شؤون المال والصناعة والمعرفة والبناء والقدرة على التعامل في الأسواق».

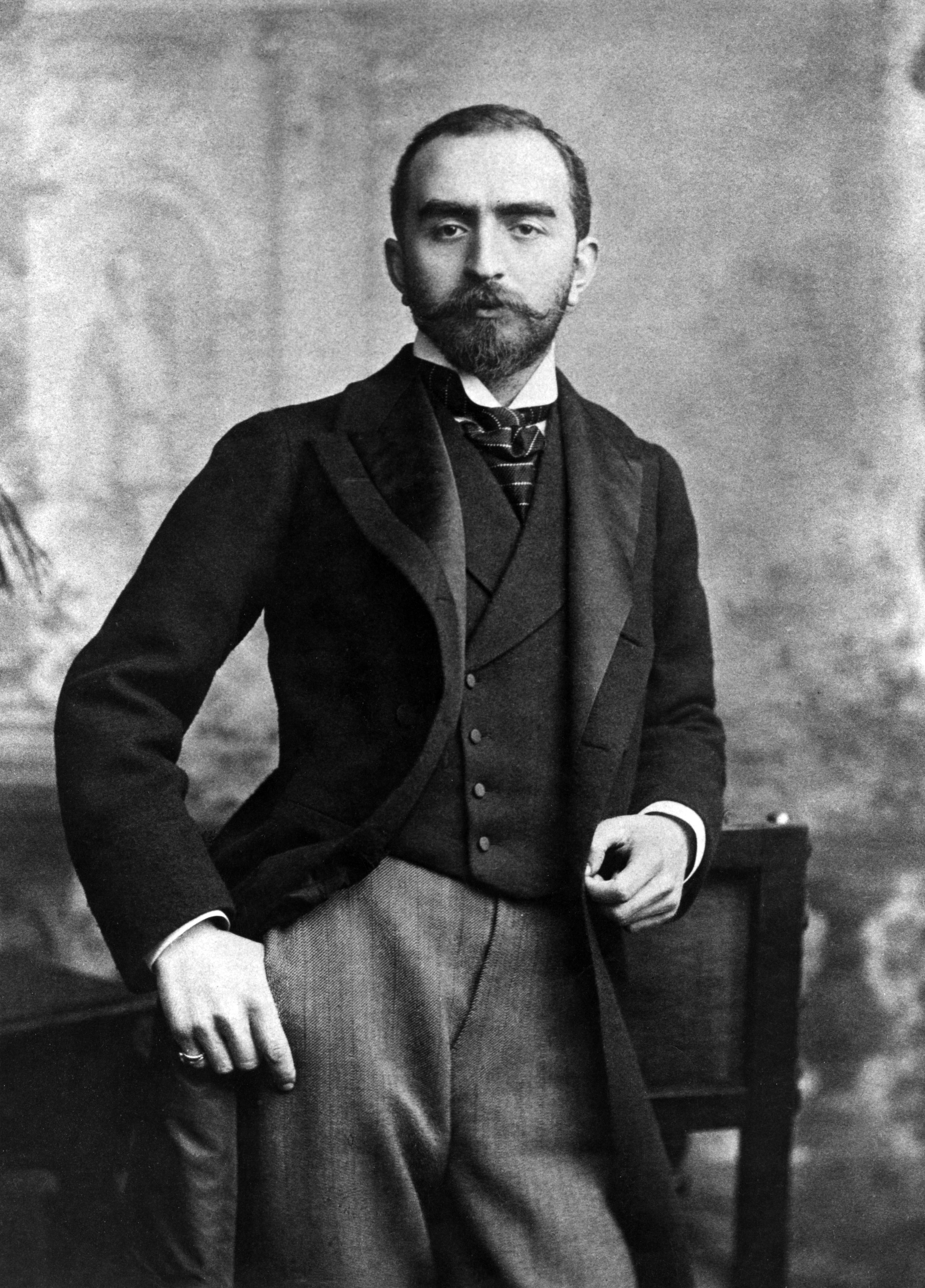
كالوست كولبنكيان رجل أعمال أرمني من إسطنبول، كان واحد من أغنى رجال الأعمال.

بدأ صعود نجم الأرمن في الدولة العثمانية منذ عام 1700 مقابل انخفاض مكانة اليهود في حين ارتفعت أعداد القادمين الأرمن إليها بنتيجة تردي الأوضاع السياسية في أرمينيا وغرب الأناضول بفعل الثورات والحروب. ولقد أمتهن في مطلع عهد استقرارهم في العاصمة العثمانية مهنًا بسيطة مثل بيع الخبز وأواني الفخّار واللحم المجفّف المقدّد (البسطرمة) في شوارع المدينة. ثم انتقلوا إلى أعمال أرفع بفضل مساعدة القصر السلطاني خلال حكمي السلطانين مراد الثاني وإبراهيم نتيجة بروز اسم المعماري الأرمني سركيس باليان الذي أصبح معماري القصر، كما عيّن الأرمني دوزيان مدير دار المسكوكات النقدية عام 1727 بدلاً من مديرها السابق اليهودي ياقو بونفيل. ومن ثم، أصبح جميع العاملين فيها من الأرمن بفضل استمرار تولي مدراء من أسرة دوزيان حتى 1890 لأن سجلات العمل كانت تكتب باللغة والأحرف الأرمنية التي يجهلها الجميع بإستثناء الأرمن.
أيضًا غدا أبناء أسرة دوزيان مسؤولين عن جواهر السلاطين الذين كانوا يعتبرونهم أكثر أمانة وصدقًا من موظفيهم من اليهود واليونانيين. ومن ثم صار ممصلافي القصر من الأرمن بين عامي 1770 و1840، وهكذا صار الأرمن العنصر الرئيسي في تمويل الولايات وجباية الضرائب وسن تشريعاتها، فبلغوا من رفعة الشأن والشهرة حد إطلاق عليهم ألقاب كـ«قادة الأمة» و«الأمراء اللامعين» أو «أمراء الشرف الرفيع». وكان قصر أرتين دوزيان، مدير دار المسكوكات من أفخم قصور المدينة المطلة على مضيق البوسفور، وفي هذا دليل على الجاه والسطوة. كذلك كان السلطان محمود الثاني صديقًا حميميًا لمستشاره الأرمني بازديجان هوريتليان وكان يزوره في بيته، وعند وفاته أمر السلطان بنقل جثمانه إلى القصر ليودعه قبل دفنه. وكان مدينًا له بإنقاذه إسطنبول من المجاعة عام 1829.

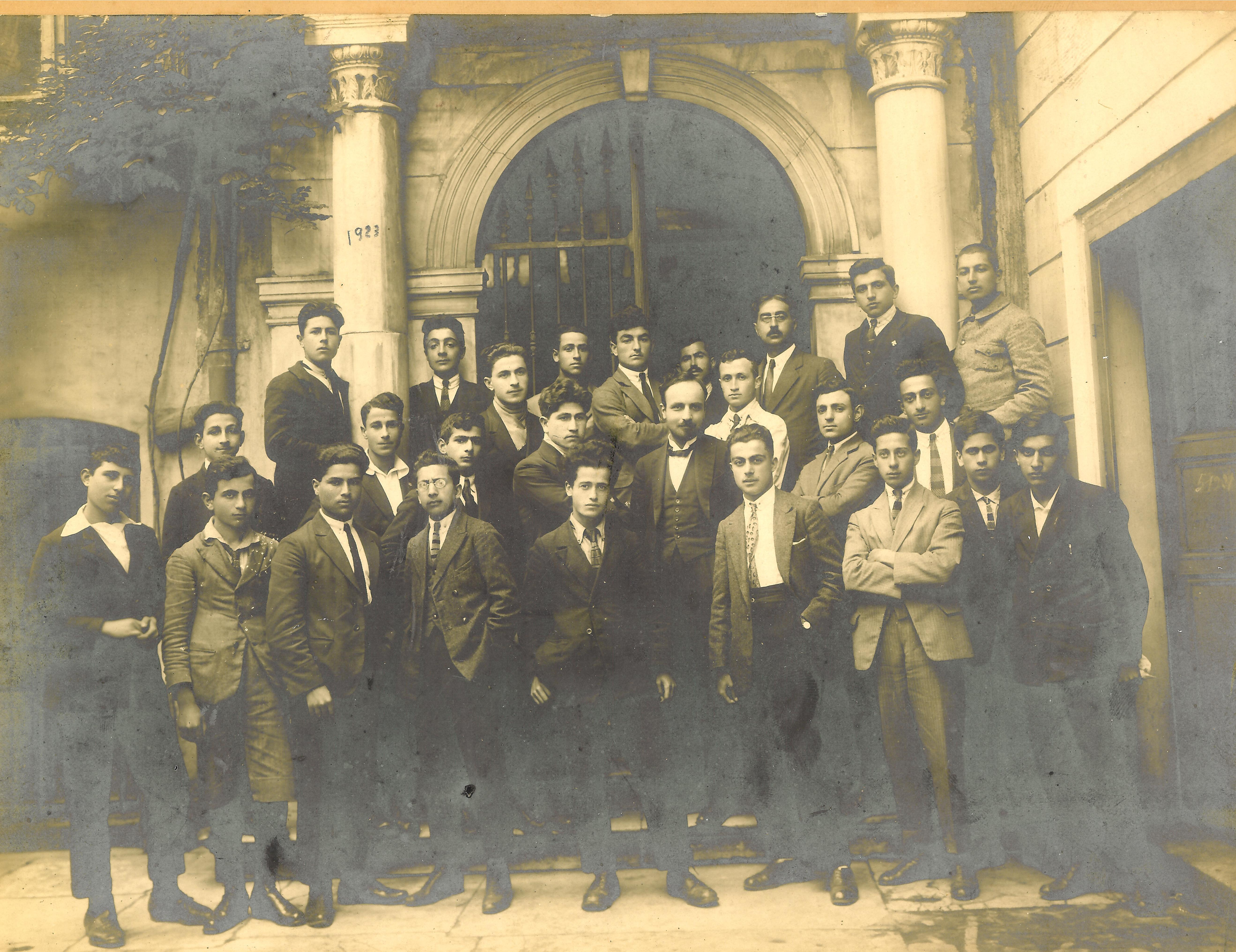
صورة تعود لعام 1923 لصف من طلاب مدرسة جيترونجان الأرمنية الثانوية: كان الأرمن من أكثر الطوائف المتعلمة والمثقفة في الدولة العثمانية.

وبالنسبة لأمور الصناعة العسكرية، لعب الأرمن دورًا لا يستهان به، وبرز في مجال صناعة البارود والمتفجرات أفراد من أسرة داديان الشهيرة التي حصلت على صيت كبير امتد نحو قرن من الزمن منذ عام 1795 بدءًا من عميدها أراكيل الذي كسب لقب «بارود باشي»، ولقبه السلطان محمود الثاني «أسطى أراكيل أمين وعامل مجد دام حفظ الله». وجاء من بعد ابنه أوهانس الذي تولى أعمال أبيه وأضاف إليها مصنعًا للورق وآخر للنسيج وثالثًا للبنادق. وكان أوهانس داديان يجيد عدة لغات أوروبية، وزار فرنسا وبريطانيا مرتين أقام خلالهما لمدة سنتين لدراسة تطور صناعة الأسلحة ومستلزماتها حتى ما عادت الدولة العثمانية بحاجة إلى استيرادها.
من ناحية ثانية، وكدليل على تطوّر مكانة الأرمن، أخذت الكنيسة الكاثوليكية تنشط لاختراق الأرمن. وحقًا بدأت اجتذاب بعضهم للالتحاق بالكنائس الغربية (الكاثوليكية) والاعتراف بسلطة البابا مع إبقاء معتقداتهم القديمة وتخفيف بعضها، مثل خفض مدة صيامهم من 240 يومًا إلى 40 يومًا فقط، وخفض ما كانوا يدفعونه للكنيسة ورجالها الإكليروس: وبالنتيجة نشأت كنيسة أرمنية كاثوليكية. غير أن غالبية الأرمن ظلوا أرثوذكس لم يقبلوا بالتغريب الكاثوليكي.
ولقد كان أمل السلطان عبد الحميد الثاني أن يتخلى رعايا الدولة العثمانية عن هويّاتهم القومية لهويتهم إمبراطوريتهم على غرار مهاجري الولايات المتحدة غير أن ذلك لم يتحقق بين مصالح شللية العوائل والشعور القومي. فأسرة باليان كانت تبني قصور السلطان وأسرة داديان تصنع لجيشه البارود. وكان الأرمن موظفي المحاسبة والأطباء والطبّاعين والمصوّرين وخياطي القصور السلطانية.

### المسألة الأرمنية

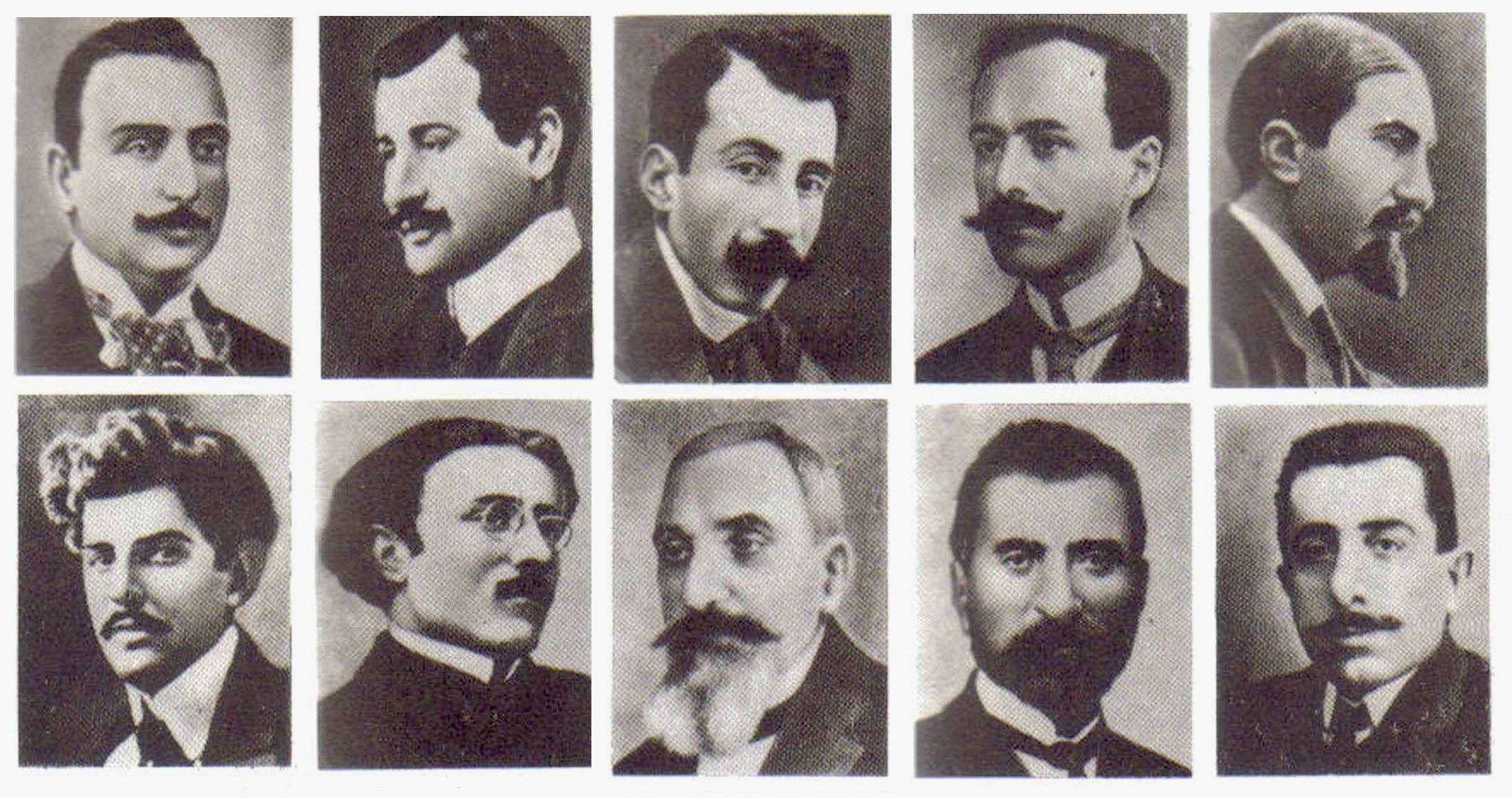
جموعة صور لعدد من المثقفين والنخبة الارمنية الإسطنبولية ممن أعدموا من قبل الدولة العثمانية في 24 أبريل 1915 والتي كانت فاتحة مذابح الأرمن.

استطاع «الهنشاق» ضم 700 عضو في إسطنبول معظمهم من الأرمن العاملين في مصالح وشركات أجنبية. وبعد ثلاث سنوات أسست منظمة ثورية قومية أرمنية حملت اسم «تروشاق» (أي: العلم) في مدينة تفليس (تبيليسي) - عاصمة جورجيا الحالية - ثم غير اسمها إلى «طاشناق» (أي: الاتحاد) عندما فقد الأرمن التأييد القيصري الحكومي الروسي، لكنه وفق بالحصول على التأييد الثوري المنظم. ومن ثم شن الحزبان الأرمنيان «الهنشاق» و«الطاشناق» حملة اغتيالات استهدفت الشخصيات الأرمنية العاملة في خدمة السلطان العثماني. وحين أقدم أفراد من «الطاشناق» بتفجير قنابل في أنحاء متعددة من إسطنبول، كما هوجم المقر الرئيسي للبنك العثماني في حي غلاطة التجاري بالمدينة.
استمرت الاعتداءات على الأرمن وبيوتهم ومحلاتهم التجارية وأدت تلك الحوادث سقوط نحو ستة آلاف قتيل، وشنت الصحف الأوروبية حملة عنيفة على العثمانيين ووجهت احتجاجات حكومية عنيفة طاولت أعلى المراتب بل أطلق الزعيم الفرنسي جورج كليمنصو على السلطان عبد الحميد بعد تلك الأحداث لقب «غول يلدز» (في إشارة إلى قصر السلطان) و«السلطان الأحمر» وينسب هذا اللقب الأخير إلى الصحافي بيار كيار. وفي المقابل، من جملة ما قاله السلطان عبد الحميد في مذكراته عن الأرمن «لقد عاملت الأرمن معاملة رحيمة لكنني منعت تجمعهم على فكر واحد».
عندها قررت «الاتحاد والترقي» الحاكمة اتخاذ سياسات حازمة والقضاء على تدخلات الأرمن، ووصلت الأمور في النهاية إلى إقصائهم وطردهم نهائيًا من الأناضول، وهنا اندلعت المجازر التي بلغ عدد ضحاياها من الأرمن مئات الألوف. وفي سياق الحملة، صدرت أوامر عليا بنفي وعزل ألفين من الشخصيات الأرمنية البارزة من النواب والساسة وكبار الموظفين والكتّاب، تلتها عمليات تهجير جماعية للأرمن نحو بلاد الرافدين باتجاه الموصل ودير الزور في ظروف سيئة للغاية.

### المؤسسات الاجتماعية
يملك الأرمن في إسطنبول 18 مدرسة يدرس فيها 3,000 طالب أرمني و34 كنيسة ومستشفيان (مستشفى المخلص الأرمني ومستشفى سورب آغوب) كما يملك الأرمن جريدتين في اللغة الأرمنية والتركية فضلًا عن الكنيسة الرسولية الأرمنية بطريركية القسطنطينية والتي تعتبر المركز الروحي والحضاري والثقافي للأرمن الأتراك في مدينة إسطنبول.
تاريخيًا امتلك الأرمن شكبة واسعة من المؤسسات الثقافية والاجتماعية والمدارس والكنائس والمستشفيات في احصائية تعود إلى سنة 1914 عشية مذابح الأرمن امتلك الأرمن 2,538 كنيسة، و1,996 مدرسة." لكن عشية المذابح الأرمنية تم مصادرة وهدم أغلبية الكنائس والمدارس والمشافي والمؤسسات ومنازل ومتاجر الأرمن منها القصر الرئاسي حيث يقيم رئيس الحكومة التركية حيث كان القصر يعود لأسرة أرمنية وهي أسرة التاجر أوهانس كاسبيان.

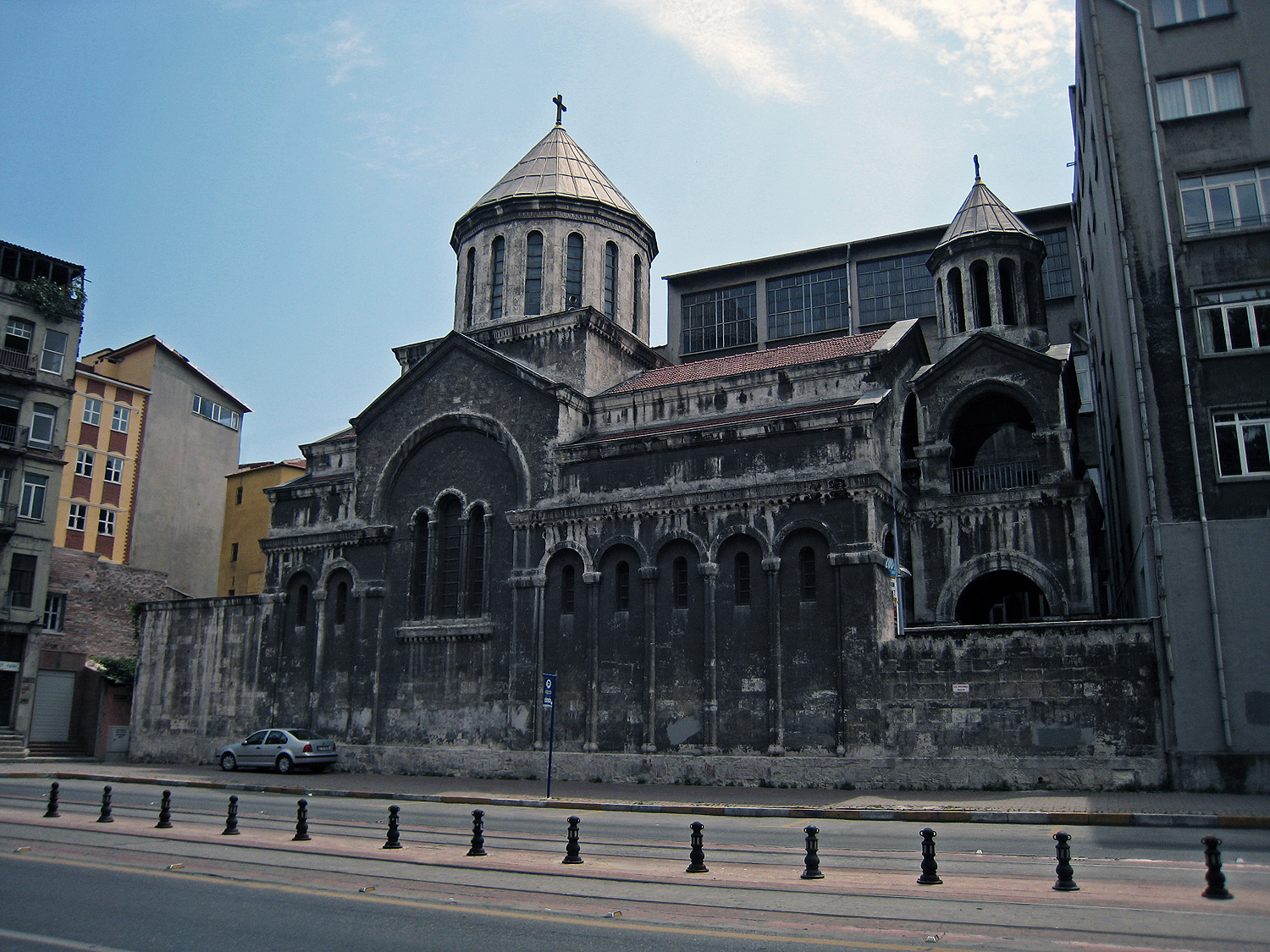
مدرسة جيترونجان الأرمينية الثانوية تتقدمها كنيسة أرمنية.
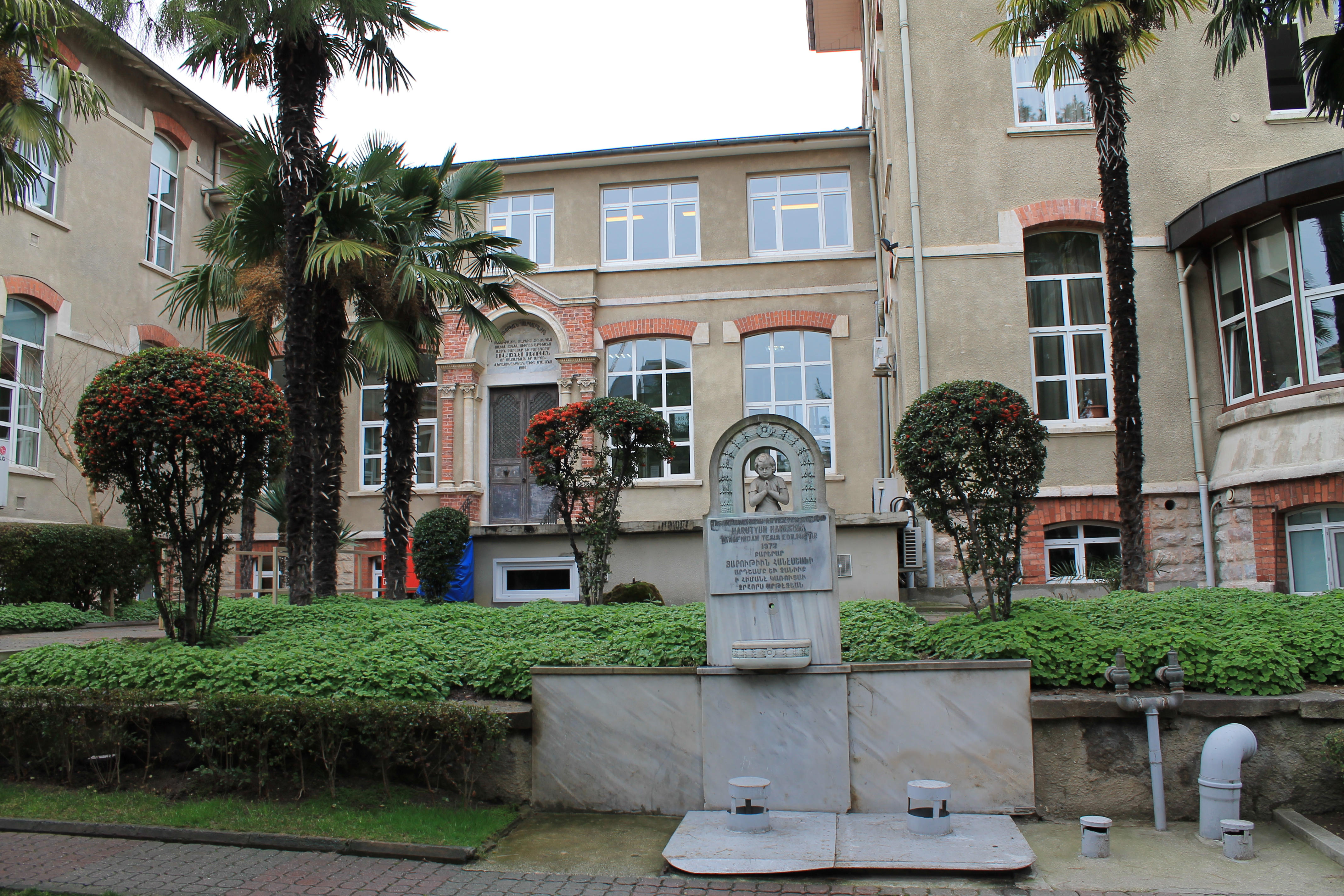
مستشفى المخلص الأرمني في إسطنبول.
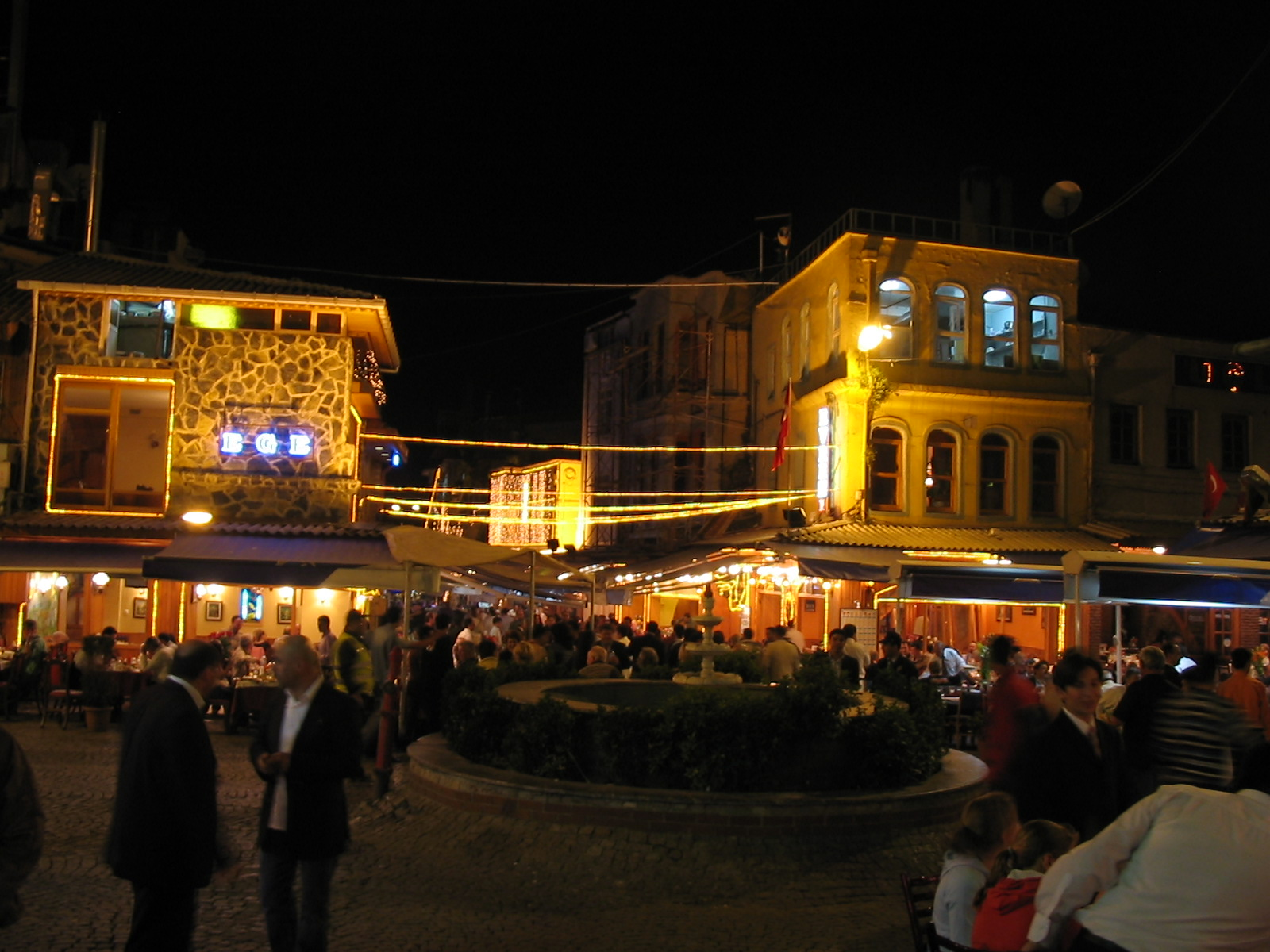
حي بوابة الرمال اليوم لا تزال جاليًّة أرمنية تقطن في الحي وتملك مدارس وكنائس ومطاعم وأندية مختلفة.
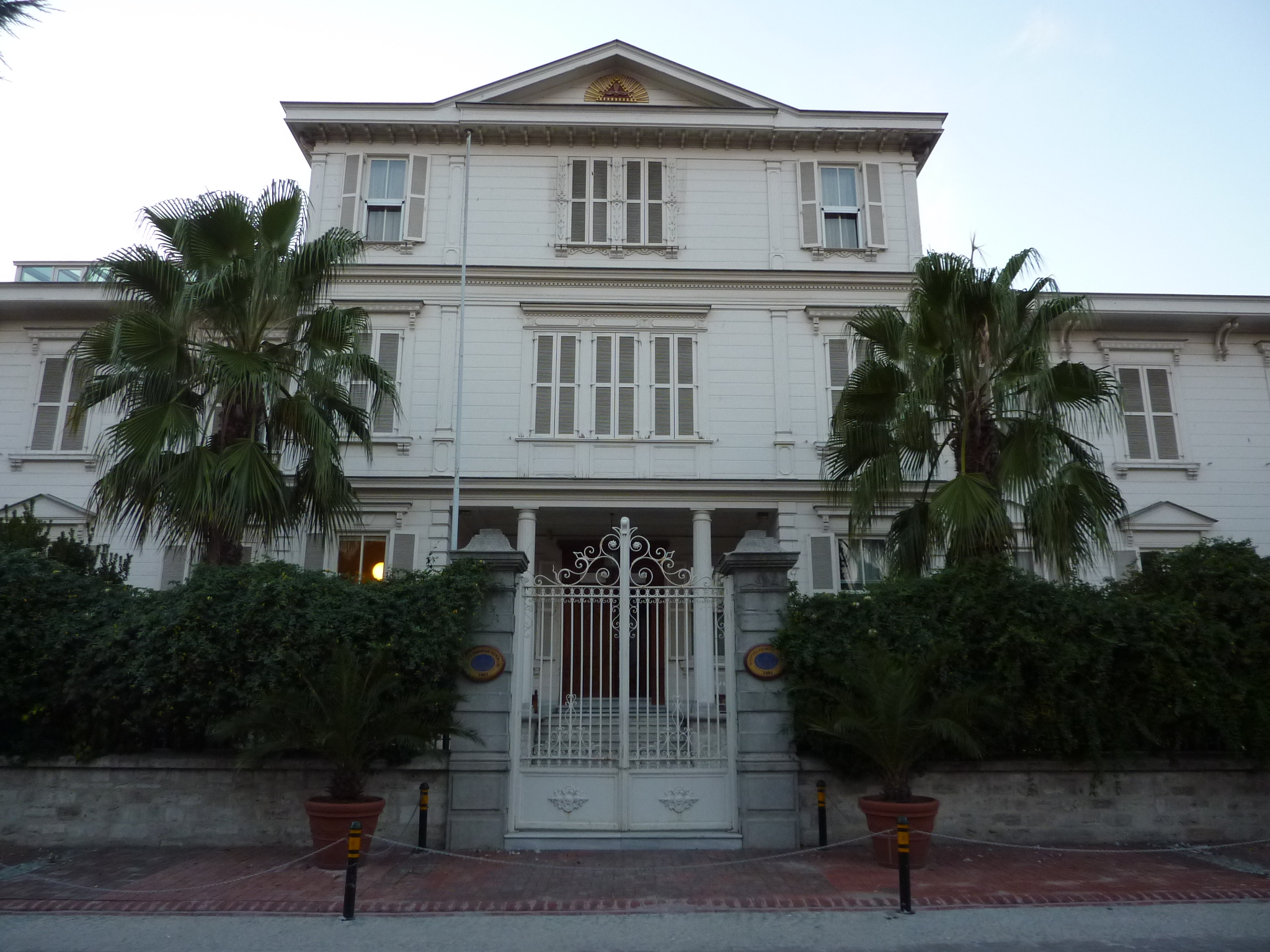
مركز الكنيسة الرسولية الأرمنية بطريركية القسطنطينية.
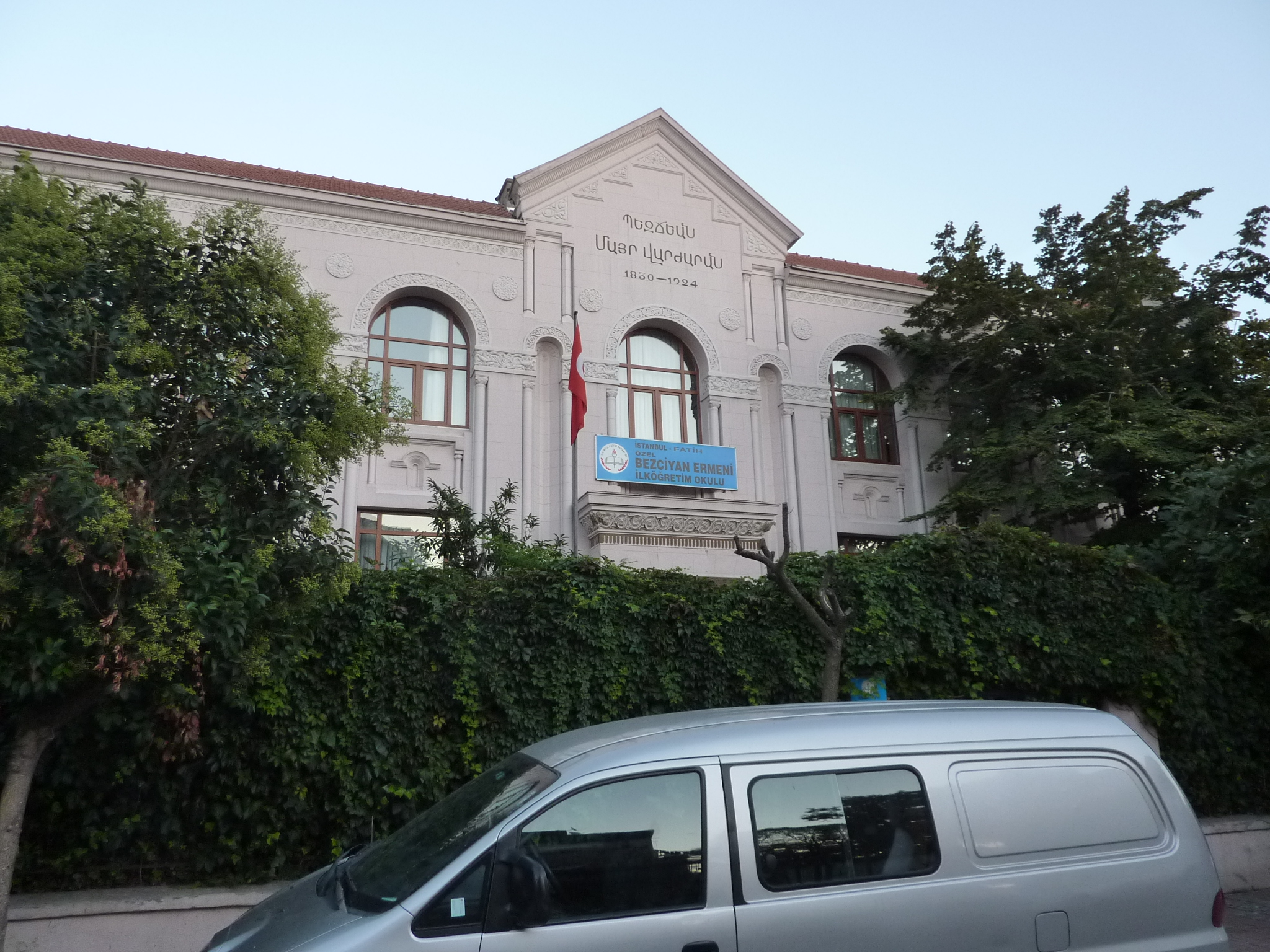
المدرسة الأرمنيّة التابعة لبطريركية القسطنطينية.